# Mycosphaerella graminicola
Mycosphaerella graminicola (anamorf: Septoria tritici) är en svampart som först beskrevs av Karl Wilhelm Gottlieb Leopold Fuckel, och fick sitt nu gällande namn av Joseph Schröter 1894. Mycosphaerella graminicola ingår i släktet Mycosphaerella och familjen Mycosphaerellaceae.   Inga underarter finns listade i Catalogue of Life. År 2011 föreslogs ett nytt namn för arten: Zymoseptoria tritici.

## Svartpricksjuka
Mycosphaerella graminicola är en viktig skadegörare i stråsäd, där den orsakar svartpricksjuka. Svartpricksjuka är en allvarlig sjukdom i höstvete, vårvete och rågvete, men även korn, råg och havre kan smittas. Svampen som infekterar växterna är Zymoseptoria tritici. Svartpricksjukan sprids från halm och stubbrester på marken, och infekterar nya plantor genom vind och regnstänk på hösten. En tidig sådd gynnar spridningen av svartpricksjuka på hösten. Svartpricksjuka överlever främst på växtrester, men även på andra gräsväxter som kvickrot, hundäxing, ven, losta, svingel och gröearter.
Det tar ungefär 3-4 veckor från att plantan har smittats till att den börjar visa symtom. Inkubationsperioden är väderleksberoende, och optimala förhållanden för svampen är hög fuktighet och 15-20 grader. Svampens sporer infekterar genom att ta sig in i bladens klyvöppningar. Tidiga symtom av svartpricksjuka visar sig som små ovala och gråa fläckar på de äldsta bladen. Efter ett tag kommer man kunna se små svarta prickar i fläckarna som är svampens fruktkroppar (pyknider) som innehåller sporer. Pyknidierna kan överleva upp till 18 månader ovan jord. 
Sjukdomen kan visa symtom på hösten men det är vanligast att sjukdomsutbrottet sker på våren då angrepp kan ses på äldsta bladen längst ner i beståndet. Senare i sjukdomsutvecklingen blir fläckarna bruna och mer långsträckta. Angreppet sprids sedan upp till flaggbladet, men sällan till axet. På hösten till tidig vår är svampen i det sexuella stadiet i sin livscykeln. Ascosporer bildas och sprids då från pseudothecier som är sexuellt bildade fruktkroppar. Dessa bildas under fuktiga förhållanden och ascosporerna kan spridas med vinden från ett fält till ett annat. Det har visat sig att svartpricksjuka gynnas av kvävegödsling. Svartpricksjuka kan leda till stora skördeförluster vilket gjort att intresset för sjukdomen har ökat på senare år 

### Förekomst
Svartpricksjuka förekommer i Sydsverige och Mellansverige och är sedan 1990-talet den dominerade bladfläcksjukdomen i vete. Sjukdomen gynnas av fuktiga förhållanden och mycket regn på våren och försommaren, som ger patogenen möjlighet att via regnstänk infektera nya värdväxter. Förekomsten av svartpricksjuka är mindre i de östra delarna av Sverige då årsnederbörden är mindre i dessa om råden. Framförallt på Öland och Gotland är problemen med svartpricksjuka mindre.

### Bekämpningsåtgärder
De förebyggande åtgärderna mot svartpricksjuka är växtföljd. Vete efter vete ökar risken för svartpricksjuka på grund av att den sprids via växtrester. Jordbearbetning av stubben och nedbrukning av skörderesterna minskar risken för angrepp av svartpricksjuka eftersom de sprids via regnstänk och vind. Andra motåtgärder är att välja mer motståndskraftiga tåliga sorter. Sorter med långt strå och längre mellan bladnivåerna kan motverka spridning uppåt i grödan. Det är också viktigt att undvika för tidig sådd på hösten.